# Clearwater Lake (Cormorant Lake)
Der Clearwater Lake (clearwater englisch für „Klarwasser“) ist ein See im Westen der kanadischen Provinz Manitoba.

## Lage
Der See liegt 20 km nördlich der am Saskatchewan River gelegenen Stadt The Pas im 593 km² großen gleichnamigen Provinzpark. Der Clearwater Lake ist ein annähernd kreisförmiger See mit einem Durchmesser von etwa 16 km. Seine mittlere Wassertiefe beträgt 13,1 m, die maximale Tiefe liegt bei 39 m.
Der See entstand durch einen Meteoriten ähnlich dem Meteoriteneinschlag im Nördlinger Ries. In unmittelbarer Nähe schlug später ein weiterer Meteorit ein. Er besitzt keine nennenswerte Zuflüsse und fließt zum nordöstlich benachbarten Cormorant Lake ab.

## Seefauna
Neben dem Amerikanischen Seesaibling werden im Clearwater Lake auch Hecht und Heringsmaräne gefangen. Im Winter wird zusätzlich zu diesen Fischarten noch nach Quappen eisgefischt.